# Reinhilde Schildhauer-Gaffrey
Reinhilde Schildhauer-Gaffrey (* 22. August 1947 in Erfurt; † 18. Juli 2003 in Velten) war eine deutsche Politikerin (SPD).

## Leben
Schildhauer absolvierte zunächst von 1965 bis 1968 eine Berufsausbildung zur Elektromonteurin, dann studierte sie von 1969 bis 1972 an einer Fachhochschule Elektrotechnik. Anschließend war sie bis 1975 als Assistentin, dann bis 1988 als Ausbildungsingenieurin tätig. In den Jahren 1988 bis 1990 arbeitete sie als Fachlehrerin.
Von 1990 bis 1991 war Schildhauer stellvertretende Bürgermeisterin in Velten. Sie war von 1994 bis 1998 Abgeordnete im Kreistag des Landkreises Oberhavel und seit 1994 auch Stadtverordnete in Velten.
Bei der Landtagswahl in Brandenburg 1990 wurde sie als Direktkandidatin der SPD im Wahlkreis 11 (Oranienburg I) in den brandenburgischen Landtag gewählt, dem sie seit dem 26. Oktober 1990 angehörte. Bei den Wahlen 1994 und 1999 konnte sie den Wahlkreis 6 (Oberhavel II) gewinnen und schaffte so jeweils den Wiedereinzug in den Landtag. Im Landtag war sie von 1990 bis 1999 stellvertretende Vorsitzende des Ausschusses für Arbeit, Gesundheit, Soziales und Frauen und gehörte dem Ausschuss danach noch bis 2003 als einfaches Mitglied an. Von 1994 bis 1999 war sie auch stellvertretende SPD-Fraktionsvorsitzende.
Schildhauer-Gaffrey war verheiratet und Mutter eines Kindes. Sie verstarb am 18. Juli 2003.